# معماری باز
معماری باز نوعی معماری کامپیوتر یا معماری نرم‌افزار است که به منظور آسان کردن افزودن، ارتقاء و تعویض اجزا با رایانه‌های دیگر طراحی شده‌است. برای مثال، آی‌بی‌ام پی‌سی , آمیگا ۵۰۰ و Apple IIe همگی دارای معماری باز هستند که از کارت‌های پلاگین پشتیبانی می‌کنند، در حالی که رایانه Apple IIc دارای معماری بسته است. سیستم‌های معماری باز ممکن است از یک گذرگاه سیستم استاندارد شده مانند S-100، PCI یا ISA استفاده کنند، یا ممکن است یک استاندارد گذرگاه انحصاری مانند آنچه در Apple II استفاده می‌شود را با ده‌ها اسلات ترکیب کنند که به تعدادی از تولیدکنندگان سخت‌افزار اجازه می‌دهد تا افزونه‌هایی را تولید کنند، و همچنین کاربران را قادر می‌سازد تا آنها را آزادانه نصب کنند. در مقابل، معماری‌های بسته، درصورتی که قابل گسترش باشند، دارای یک یا دو «درگاه توسعه» با استفاده از یک طرح اتصال انحصاری هستند که ممکن است به پرداخت هزینه مجوز به سازنده نیاز داشته باشند، یا احتمالاً بهبودها و اصلاحات تنها توسط تکنسین‌هایی آموزش‌دیده یا مجهز به ابزاری مخصوص روی این معماری‌ها قابل نصب خواهند بود.
پلتفرم‌های کامپیوتری ممکن است شامل سیستم‌هایی با هر دو معماری باز و بسته باشند. Mac mini و Compact Macintosh دارای معماری بسته هستند، اما Macintosh II و Power Macintosh G5 معماری بازدارند. اکثر کامپیوترهای رومیزی نیز دارای معماری باز می‌باشند.
به‌طور مشابه، معماری نرم‌افزار باز معماری است که در آن ماژول‌های نرم‌افزاری اضافی را می‌توان به چارچوب اولیه ارائه شده توسط خود معماری اضافه کرد. API(رابط برنامه‌نویسی کاربردی)های باز برای محصولات نرم‌افزاری اصلی راهی را فراهم می‌کنند که از طریق آن می‌توان عملکرد اساسی چنین محصولاتی را اصلاح کرد یا گسترش داد. APIهای گوگل مثالی در این زمینه هستند. نوع دوم معماری نرم‌افزار باز شامل پیام‌هایی است که می‌توانند بین سیستم‌های کامپیوتری جریان داشته باشند. این پیام‌ها ساختار استانداردی دارند که می‌توان آن‌ها را بر اساس قراردادهای بین سیستم‌های کامپیوتری اصلاح کرد یا گسترش داد. به عنوان مثالی می‌توان معماری مدیریت داده‌های توزیع شده IBM را نام برد.
معماری باز به کاربران بالقوه این امکان را می‌دهد که بدون هیچ گونه محدودیت انحصاری، تمام یا بخش‌هایی از داخل معماری را مشاهده کنند. به‌طور معمول، تمام یا بخش‌هایی از یک معماری باز منتشر می‌شود که توسعه‌دهنده تمایل به اشتراک آن دارد. در فرآیندهای تجاری باز که با یک معماری باز سر و کار دارند ممکن است نهادهایی که به اطلاعات معماری دسترسی دارند ناچار به وضع توافق‌نامه‌ها و مجوزهایی درمیان خود شوند. معماری‌های باز با موفقیت در بسیاری از زمینه‌های مختلف از جمله نیروی دریایی ایالات متحده پیاده‌سازی شده‌اند.
در ۲۴ ژوئن ۲۰۲۱، مایکروسافت ویندوز ۱۱ را معرفی کرد که یکی از پیشنیازهای سخت‌افزاری آن TPM 2.0 بود. این به‌طور بالقوه‌ای می‌توانست به مایکروسافت اجازه دهد تا هر رایانه ای را که ویندوز ۱۱ روی آن نصب شده‌است، ردیابی کند و قدرت انحصاری مایکروسافت را در جایی که برای چندین دهه بوده‌است (یعنی همان بازار نرم‌افزار) افزایش، و همچنان به ترویج معماری بسته (حرکت به سمت پلتفرم‌هایی مشابه آنچه اپل ارائه می‌دهد) در دستگاه‌هایی مانند لپ تاپ‌ها، تبلت‌ها و گوشی‌های هوشمند ادامه دهد. مایکروسافت در ارتباط نزدیک با توسعه دهندگان سخت‌افزار یکی از پلتفرم‌های معماری باز است تا معیارهای توسعه‌دهنده نرم‌افزار را برای خود به ارمغان آورد.
چنین نیاز نرم‌افزاری برای سخت‌افزار از نظر حفاظت از داده‌ها و حساسیت داده‌های شخصی بحث‌برانگیز است. Windows پلتفرم چندزبانه بسیار خوبی را ایجاد کرده‌است که در سراسر جهان توزیع شده‌است و همچنین از دولت‌ها و کشورها با محصولات خود پشتیبانی و نیازهایشان تأمین می‌کند.